# St. Antonius (Sarnowo)
Bei der St.-Antonius-Kirche in Sarnowo (deutsch Scharnau) handelt es sich um ein Bauwerk aus dem beginnenden 20. Jahrhundert. Bis 1945 war sie das Gotteshaus des evangelischen Kirchspiels Scharnau im ostpreußischen Kreis Neidenburg. Heute ist sie römisch-katholische Pfarrkirche in der polnischen Woiwodschaft Ermland-Masuren.

## Geographische Lage
Sarnowo liegt im Südwesten der Woiwodschaft Ermland-Masuren, 15 Kilometer südwestlich der Kreisstadt Nidzica (deutsch Neidenburg). Das Dorf liegt östlich der Woiwodschaftsstraße 545 und ist von dort über eine Nebenstraße von Kozłowo (Groß Koslau, 1938 bis 1945 Großkosel) aus zu erreichen. Die Bahnstation Zakrzów-Sarnowo an der Bahnstrecke Działdowo–Olsztyn liegt in unmittelbarer Nähe.
Die Kirche steht in der westlichen Ortsmitte.

## Kirchengebäude
Bereits in vorreformatorischer Zeit hatte Scharnau eine Kirche. Wegen Baufälligkeit wurde diese durch eine Holzkirche ersetzt, die um 1695 errichtet wurde. Trotz mehrfacher Umbauten und Reparaturen verfiel auch sie und musste 1910 abgerissen werden. Ein Neubau trat 1912 ihre Nachfolge an. Dieser sollte einmal zu den stattlichsten und schönsten ländlichen Kirchen im Kreis Neidenburg gerechnet werden.
Der Kirchneubau fand in den Jahren 1910 bis 1912 auf einem Stück des Pfarrgartens statt. Es entstand ein dreischiffiger massiver Bau aus dunkelroten Backsteinen mit Turm. Die Decke des Kirchenraums ist flach und in der Mitte kassettiert. Der einfach geschnitzte Altar aus der Zeit um 1700 wurde aus der alten Kirche übernommen und mit der gut gearbeiteten Kanzel aus der ersten Hälfte des 17. Jahrhunderts zum Kanzelaltar vereinigt. Auch das alte Gestühl mit Flachschnitzerei von etwa 1560 fand seinen Platz im Gotteshaus.
Die drei 1881 in Kulm (polnisch Chełmno) gegossenen Glocken läuteten nun im Turm der Kirche. Die Orgel war ein Werk des Königsberger Orgelbauers Adam Gottlob Casparini aus der Mitte des 18. Jahrhunderts. Sie wurde aus der Kirche Haffstrom am Frischen Haff erworben und nach hier gebracht. Im Jahre 1912 wurde ein neuer Taufstein geschaffen – aus Muschelkalk und in Anlehnung an alte romanische Formen.
Beim zweiten Russeneinfall im November 1914 wurde das Dorf Scharnau schwer beschädigt. Die Kirche wurde von Granatsplittern getroffen, und das Dach des Turms abgedeckt. Die Schäden konnten jedoch relativ schnell behoben werden. Im Zweiten Weltkrieg ging das wertvolle alte Gestühl für immer verloren.
Nach 1945 kam das Gotteshaus in das Eigentum der römisch-katholischen Kirche. Sie gestaltete es entsprechend ihren Ansprüchen um und widmete es einem Heiligen Antonius. In den Jahren 2008 bis 2015 fanden grundlegende Renovierungsarbeiten statt.

## Kirchengemeinde

### Evangelisch

#### Kirchengeschichte
Die Gründung der Kirche in Scharnau erfolgte in vorreformatorischer Zeit. Mit Einzug der Reformation in Ostpreußen wurde sie lutherisch, und die ersten evangelischen Geistlichen taten bereits in der ersten Hälfte des 16. Jahrhunderts hier Dienst. Bis 1809 war die Kirchengemeinde Scharnau eigenständig, dann wurde sie der Kirchengemeinde Borchersdorf (polnisch Burkat) zugeteilt. Bis 1894 war sie kommissarisch der Pfarrstelle Saberau (polnisch Zaborowo) zugeordnet, war danach aber wieder eigenständig und bis 1945 in den Kirchenkreis Neidenburg (Nidzica) in der Kirchenprovinz Ostpreußen der Kirche der Altpreußischen Union eingegliedert. 1925 gehörten zum Kirchspiel Scharnau 1805 Gemeindeglieder, die in sechs Dörfern bzw. Ortschaften lebten.
Flucht und Vertreibung der einheimischen Bevölkerung in den letzten Kriegs- und ersten Nachkriegsjahren bereiteten der evangelischen Kirchengemeinde in Scharnau das Aus. Der zunehmenden Zahl polnischer und fast ausnahmslos katholischer Neusiedler wegen wurde das Gotteshaus von der römisch-katholischen Kirche übernommen. In der Region Sarnowo heute lebende evangelische Kirchenglieder orientieren sich zur Heilig-Kreuz-Kirche Nidzica in der Diözese Masuren der Evangelisch-Augsburgischen Kirche in Polen.

#### Kirchspielorte
Zum Kirchspiel Scharnau gehörten bis 1945 die Orte:
| Deutscher Name                        | Polnischer Name |  | Deutscher Name            | Polnischer Name |
| ------------------------------------- | --------------- |  | ------------------------- | --------------- |
| Kadicki 1938–1945 Klein Sakrau, Abbau | Kadyki          |  | * Niedenau                | Niedenau        |
| * Klein Sakrau                        | Zakrzewko       |  | * Scharnau                | Sarnowo         |
| * Krokau                              | Krokowo         |  | Wolla 1938–1945 Grenzdamm | Wola            |

#### Pfarrer
An der Kirche in Scharnau taten bis 1945 als evangelische Geistliche ihren Dienst:
- Matthias, 1556
- Balthasar Dembzik, ab 1572
- Johann Wilkowius, ab 1627
- Johann Zoyka, 1631–1662
- Michael Neumann d. Ä., ab 1668
- Michael Neumann d. J., 1703–1722
- Simon Posniawski, 1722–1736
- Johann Christoph Luthermann, 1736–1738
- Michael Wilhelm Schulbach, 1738–1761
- Christian Bock, 1762–1770
- Michael Kowalski, 1770–1774
- Simon Benedict Kiehl, 1774–1798
- Johann Heinrich Schimanowski, 1800–1808
- (1809 bis 1894 keine eigenen Pfarrer)
- August Pasternack, 1894–1933
- Herbert Podzun, 1936–1945

#### Kirchenbücher
Von den Kirchenbüchern der Pfarrei Scharnau haben sich erhalten und werden bei der Deutschen Zentralstelle für Genealogie in Leipzig aufbewahrt:
- Taufen: 1763–1813, 1872–1875
- Trauungen: 1767–1875
- Begräbnisse: 1767–1813

### Römisch-katholisch
Vor 1945 gab es nur wenige Katholiken in der Region Scharnau. Das änderte sich nach dem Krieg durch den Zuzug neuer polnischer Siedler, die fast ausnahmslos katholischer Konfession waren. Sie beanspruchten das bisher evangelische Gotteshaus für sich. Am 1. Mai 1962 errichtete das Bistum hier eine eigenständige Pfarrei. Sie gehört jetzt zum Dekanat Kozłowo im Erzbistum Ermland.